# 既然世界變成怪物橫行 那只好隨心所欲生活下去
《既然世界變成怪物橫行 那只好隨心所欲生活下去》是日本小說家在「成為小說家吧」連載的奇幻類型輕小說。小說網路版於2017年9月開始在「成為小說家吧」網站上連載，並由SB Creative出版書籍版。

## 故事概要
在黑心企業上班的九堂和人，某天難得可以比表定下班時間晚幾個小時提早回家，卻在深夜開車回家途中撞死了一隻奇怪的大狗，雖然好像聽到類似遊戲通知的聲音，大狗也神秘的消失了，但是因為身心疲累沒有多想就回家睡覺了。隔天起床後才發現世界變了個樣子，到處都有怪物橫行，究竟該如何在這種末日般的世界存活下去呢⁉

## 登場角色

### 主要角色
九堂和人（Kudou Kazuto）
本作主角。在黑心企業上班的男性社畜。在世界發生變化之後，深夜開車回家途中撞死暗影魔狼，達成在混沌神域中初次成功討伐的紀錄，獲得固有技能「早熟」。
被「勒芬」追殺時，本來害怕的一直逃跑，但在桃桃奮勇反擊勒芬後，為了保護她而決定挺身對抗，一之瀨則從遠處支援射擊，最後成功討伐了「勒芬」，自己也重傷瀕死，被隨後趕來的一之瀨用「回復藥」救治。
在經過與「泰坦」的戰鬥之後個體等級升上了30，技能新增了「提問權」，並靠著此技能來提問相關疑問，最後決定進化成新的種族「新人類」。打倒「佩歐妮」後，「提問權」解除鎖定。
種族：人族→新人類。
桃桃（MoMo）
母柴犬。原本是和人住家附近的野狗，和人經常去餵食她。在世界發生變化前，她就已經很聰明了；為了不給和人添麻煩，她表現出不像野狗的細心。世界變化後，在前往尋找和人的途中擊敗怪物並攝取魔石，達成在混沌神域中初次攝取魔石之生物的紀錄，獲得固有技能「共鳴」。
種族：柴犬→暗殺犬→暗黑犬
小紅（Aka）
軟泥怪。在和人第一次餵餐具給牠吃後，申請加入隊伍被駁回；跟蹤和人到休息處，吃了桃桃丟出來的寶箱怪魔石後，獲得「擬態」能力，再次申請加入和人隊伍加上桃桃的聲援後才獲准加入。被某隻骸骨鴿鳥從當時在九州大分的九条菖蒲即將痛下殺手時抓到一千公里外的東北地區，之後才遇到和人。
種族：紅軟泥怪→偽軟泥怪→變形軟泥怪。
一之瀨奈津（Ichinose Natsu）
女性，原高中生，被同學霸凌而離開學校。因為宅在家裡，對外面世界的變化一無所知，選擇職業時，選了賣哏職業「繭居族」，身體的狀態被大幅削弱，相對的得到「扭蛋」的技能，可以用1點SP從中抽到各種東西，包含新職業、新技能、各種物品、藥品。
種族：人族→新人類。
奇奇（KiKi）
母小型寶石獸，額頭上有一顆寶石。被蜘蛛怪物囚禁的時候偶然被和人所救，成為伙伴。
種族：小型寶石獸→寶石獸。
索菈（Sora）
母藍龍，她的丈夫是擁有君臨龍族頂點之稱號「龍王」的紅龍，兩龍被轉移到新世界後，丈夫便在與「佩歐妮」的戰鬥中為了保護人類而死去，龍王死前用剩餘的手臂挖出體內的魔石拋給索菈，然後魔石就融入到索菈體內而形成新的生命。基本上是草食動物，愛吃乾草和水果。「索菈」在日文中的意義是「天空」，由和人命名。進化為「古龍」後，翅膀從一對變成兩對，鱗片的顏色也變成深藍色。
種族：藍龍→古龍
小白
母白龍，索菈的女兒。龍族的特殊個體，一出生馬上就會說話，鱗片是藍色，不過好像只要再脫皮幾次鱗片就會變白了。
種族：白龍。
西野鄉也（Nishino Kyouya）
男性高中生。世界變化那天，西野帶著和六花、柴田、大野等固定班底在KTV唱歌。
相坂六花（Aisaka Rikka）
女性高中生，巨乳側馬尾金髮辣妹，西野的同伴之一。一之瀨奈津的好友。
種族：人族→鬼人。
柴田憲康
男性高中生，外表是不良少年，西野的同伴之一。
大野啟太（Ohno Keita）
男性高中生，戴眼鏡，西野的同伴之一。殺害原本隊友後取得『同族殘殺』，此後成了心中揮之不去的惡夢；渾渾噩噩中開始攝取魔石，攝取超過一定值的魔石後，種族從人類變異為怪物，達成在混沌神域中第一個從人類變異為怪物的紀錄，獲得固有技能「嫉妒」。
種族：人族→食屍鬼。
五十嵐十香
女性高中生，西野與六花就讀高中的學生會長。持有「魅惑」技能。
五所川原八郎
男性，身穿西裝的矮小微胖大叔，花丸木材廠老闆。有老婆「綠」和女兒「皋月」，但是已經被樹精殺死並吞噬掉存在；後來她倆在因為系統產生錯誤而誕生的露營區又重現出來，並經由和人等人的努力，成功地將她們固定在錯誤的狀態並保護起來。
清水優奈
女性社會人士，和人公司的上司。
二条鷗
女性社會人士，和人公司的同事。
上杉澗正
男性社會人士，當地政府的市長。體格健壯的老人，完全感覺不到衰老，充滿活力。
葛木三矢華（Katsuragi Sayaka）
女性高中生。小時候就認識和人。因為和怪物化的小黑成功締結契約，達到在混沌神域初次締結契約的紀錄而得到固有技能「強欲」。在與和人等人對抗「佩歐妮」時，「強欲」技能才真正覺醒了，並形成新的固有技能「職業強化」。
小黑
雄性黑狗，小時候的葛木三矢華在和人搬家後收養的黑狗。世界異變後，跟三矢華一起行動，自己也得到可以巨大化的技能。對桃桃很感興趣，一直在追求她，卻老是被拒絕。
被「黃泉贈禮」詛咒之時，成為怪物「修瓦茲」，雖然之後將「修瓦茲」討伐後恢復原貌，但是小黑已經從動物變成怪物，繼承了黑泥魔狼的特性。
藤田總一郎
男性社會人士，當地政府的職員。五十嵐十香的父親，已經離婚。
十和田司
男性社會人士，自衛隊的隊長，和藤田總一郎相識二十年的朋友。
小雪（Yuki）
純白少女，頭髮、肌膚、身上的服裝全都純白無瑕，唯有眼睛是金色。從混沌神域的系統中央伺服器誕生，任務是引導這個世界走向穩定。
和人等人在對抗「佩歐妮」時，「亞羅根」篡奪了她的系統之力，並被趕出中央伺服器。之後和人一行人接納了她，並為她取名。小白對她很感興趣，經常找她玩，也常常趴在她的頭上，兩人都很喜歡吃零食。九堂和人對戰亞羅根時，在一之瀨奈津主導下加入隊伍，當和人發動「英雄讚歌」時，獲得固有技能「天地改變」，取回部份系統權能，協助和人打敗亞羅根。亞羅根死後遭到奪走的力量也回到她身上，為了完成和人等人的願望，幫忙挽救露營區相關人等，最後成功地將他們固定在錯誤的狀態並保護起來，不過身體受了很嚴重的傷，便告別和人先回到中央伺服器修復身體了。
亞羅根（Arrogant）
外觀是黑袍骷髏的遠古巫妖，有感情、有智慧，並充滿人性。在世界變化之時，不小心殺掉了人類（和人的同事），達成在混沌神域中第一個殺掉人類的怪物的紀錄，而被獎勵固有技能「傲慢」。
原本是在異世界的怪物，跟人類還算友好，認識麗蓓兒。被轉移到混沌神域後，在探索新世界的同時，並利用「傲慢」等技能逐漸擊敗多個白色少女，奪得系統之力。最大的願望是回到原來的世界，本來想跟九堂和人合作把世界變回原貌，不過和人拒絕了，隨後在與他戰鬥時利用系統權限將自己暫時申請為冠名怪物「亞羅根」。被九堂和人打敗後，靈魂寄宿在原本手持的魔劍上，成為「寄宿了傲慢的魔劍」。
麗蓓兒・羅恩赫茲
女性，銀色長髮，紅色眼睛，身穿白色長袍的美女，外表和小雪十分相似，手持「賢者之杖」。異世界人。羅恩赫茲家當家，當代「死王」，被喻為大陸最強的人族女性魔術師。製作了五大技能中的四大技能。

### 外傳相關角色
九条菖蒲
外傳主角，女性社會人士，在九州大分的製藥公司工作，老家在東京，認識九堂和人，有一個就讀高二的妹妹「葵」。世界變化之後，和哈爾一起給了怪物最後一擊，達成在混沌神域中最初的冠名級怪物討伐的紀錄，而被獎勵固有技能「檢索」。為了見在東京的家人，決定前往東京。
哈爾
九条菖蒲養的公三花貓。世界變化之後，和菖蒲一起給了怪物最後一擊，得到固有技能「變換」。
種族：三花貓→貓又。
八島七味
女性社會人士，九条菖蒲的公司前輩與教育負責人，比她大三歲，個子小，外表孩子氣，經常有人說九条菖蒲比較像前輩。
小夢
夢魘，是「霧」的種族，種族特性可以變身、水上行走，平常是化身為黑貓（四肢、耳朵和尾巴末端都籠罩着藍白色火焰），戰鬥時則是以無頭馬的型態出現，也可以改變型態成為「陸◯鳥」。
三木栞
女性社會人士，2x歲，外表看起來像是10歲左右的小男孩。在四國地區的海邊烤肉時，遇到九条菖蒲一行人聞香而至，於是請她們吃了她們一直排拒吃的怪物肉，儘管她們覺得好吃，不過後來還是不怎麼想吃用怪物食材作的料理。對於同樣經常被當作小孩子的八島七味完全意氣相投。為了見同樣在東京的妹妹，加入九条菖蒲隊伍。
職業是「廚師」，根據職業的修正，「廚師」作為同伴的情況下，怪物的屍體不會消失。
波爾
詛咒騎士。魔弓的所有者，名字只是自稱而已，並非真正意義上的冠名級怪物。和九条菖蒲等人合力打倒貝西摩斯後，就和貝雷出發尋找國王長眠的墳墓。
貝雷
詛咒騎士。魔槍的所有者，名字只是自稱而已，並非真正意義上的冠名級怪物。脾氣急躁，需要補充更多的鈣。

### 冠名級怪物
冠名級怪物是由混沌神域系統所認證的強力怪物，自稱或是原有的其他稱呼跟這個機制無關。通常系統是使用德文來為冠名級怪物取名。
勒芬
高等半獸人，戰鬥狂。紅銅色皮膚，孔武有力，但他的弱點比一般的半獸人更突出，同樣承襲了半獸人種皆有的「水詛咒」，非常怕水。被九堂和人利用其弱點，加上隊友們的合力之下而擊殺。魔石由桃桃吃掉，因此得到新技能「咆吼」。「勒芬」在德文中的意義是「咆吼」。
修瓦茲
本來是某群暗影魔狼的領袖黑影魔狼，正在襲擊葛木三矢華與小黑的時候，被趕來的九堂和人擊殺，但是牠的稀有技能「黃泉贈禮」卻發動在先前被牠咬傷的小黑身上，佔據了小黑的身體，並得到系統認證為獨特個體的冠名級怪物「修瓦茲」，種族也變為「黑泥魔狼」。在與九堂和人等人對戰過程中，將桃桃吞入黑泥，卻被她在身體裡干擾行動，讓和人趁機將小黑體內的黑影魔狼犬齒拔除，最後被和人擊碎犬齒而成功討伐。完全死透後，留下一顆黑色寶玉，注入魔力後，過幾秒後會爆炸。「修瓦茲」在德文中的意義是「黑色」。
阿爾帕
女王蟻。在市公所附近的一條地下購物街築巢。被相坂六花等人討伐。
泰坦
守護者魔像。看起來像是巨大岩石巨人，實際上自地底創造巨大的土偶，那才是它真正的技能。本體則是偽裝成大樓，操縱分身攻擊敵人。九堂和人等人經過一番苦戰後，才由和人用拳頭擊破核心而成功討伐。魔石「泰坦的魔石（大）」由小紅吃掉，因此得到新技能「石化」。「泰坦」在德文中的意義是「礦物」。
守護者魔像名符其實，是在守護位在市公所地下的異世界墳墓的土偶（應該是世界變化之後才轉移過來的）。
佩歐妮
樹精的稀有上位種「遠古樹精」，像座山一樣高大，擁有又粗又大的樹根，還跟「開花樹精」一樣可以移動。「暴食」技能的擁有者，對牠來說「吃」就是一切，戰鬥充其量只是吃的手段，填飽肚子才是最終目的。會散佈幻覺花粉並具備再生能力，越接近本體、越重要的部位，再生時間也越長；還有可以創造分身巨大綠藻球的技能「豐饒吞噬者」。最後被使用「影子模仿」變身為「勒芬」的和人擊破核心而死。「佩歐妮」在德文中的意義是「牡丹花」。
在原本的世界被視為神樹，但是被人類盯上而被劫掠到瀕臨死亡，殺光了入侵者後吃下了留在現場的一切，詛咒了世界，因此得到「暴食」的禁忌技能。
埃亞德
貝西摩斯，外觀是約10公尺巨大黑色恐龍。在與某位詛咒騎士打到兩敗俱傷，瀕死之際，被隨後掉落在身上的九条菖蒲與哈爾無意間給了最後一擊而死。「埃亞德」在德文中的意義是「大地」。

## 世界觀與用語

### 混沌神域
「混沌神域（Chaos Frontier）」是以地球所在的世界為主，合併某一個世界，兩者融合而成的新世界。在世界變化之時，兩個世界的融合率為11%。由於是兩個世界的融合，隨著融合率上升，更多異世界的事物會突然出現在新世界各處。

為了拯救壽命即將完結的異世界，麗蓓兒的師父為此制定了世界融合的計畫並實做相關系統，最後連自己也獻出全部的力量。
中央伺服器
混沌神域的系統中樞，發出天之聲的所在地。無數齒輪與畫面，還有發光線路與之相連的奇妙空間。
等級
又稱為「個體等級」或是「種族等級」，出現在狀態面板中的欄位。人族的話，升級到LV30可以進化；動物或下級怪物的進化等級為LV10。
JP
Job Point（職業點數）的縮寫，用在提高職業等級。
SP
Skill Point（技能點數）的縮寫，用在提高技能等級。
職業
體現渾沌神域技能的職務。通過取得某某職業可以使用附帶技能。職業最高可以升到LV10，LV越高，職業附帶的技能效果也越強。個體可擁有的職業最多5個，職業等級提升到3、6、9的時候附帶技能的LV也提高一級。
一般可以消耗JP來提昇職業等級，不過這是指一般的職業，某些職業要滿足特定條件才能升級。動物和怪物雖然有「種族」，卻沒有「職業」。
- 無法選擇職業

人族不選擇初期職業且個體等級上升到LV10的情況下，視為該個體沒有選擇職業的意向，職業欄位固定為「職業　無」且無法點擊。在這種情況下，會將之前取得的JP轉換為十倍的SP，使狀態大幅度上升。此後，直到個體等級升到LV30為止，在任何情況下都不可能取得職業。
技能
渾沌神域中裡的一種能力。無論是人、動物，還是怪物等各種各樣的生物都可以獲得。可從各種途徑學會技能，舉凡選擇職業、滿足技能取得條件、累積技能相關經驗值達到一定程度、從可學習初始技能欄取得等等。技能最高可以提升到LV10，LV提升後的威力程度和效果也會提高。技能LV的提高除了SP外，也可靠熟練度練上去。
- 「鑑定」技能的取得方法

- 根據可學習初始技能欄或職業取得。
- 有一定機率從掉落的道具箱或扭蛋的技能球來獲得。
- 有一定機率在成功討伐已經學會該技能的「智者蠕蟲」、「瘋狂巨猿」、「聖騎士哥布林」等怪物之際獲得；或吸收同種怪物的魔石。
- 將「觀察」、「實地調查」、「速寫」、「文書製作」任意兩個技能提升到LV3。

固有技能
固有技能原則上不會重複持有（「種族固有技能」就會重複），也就是同一時間只有一人持有。如果有多個滿足條件的人，先滿足條件的人被賦予固有技能，快者勝。除了一般固有技能，還有些被歸類為特定固有技能。固有技能沒有等級的設計，不過有些技能可以向系統提出強化及擴展功能的申請，如：「檢索」→「睿智」。擁有五大技能、六王技能、七大罪技能的人對世界的影響很大。
- 五大技能

特定固有技能的一種。
- 早熟

比任何人都還迅速提升等級、能輕而易舉地取得各種技能、能隨心所欲地幫怪物命名，但是經常會遭遇強大的怪物。
- 共鳴
- 檢索

在狀態畫面中點擊檢索圖示後，會出現檢索輸入欄，可以通過使用畫面上的虛擬鍵盤、意念或是語音來輸入並檢索相關資訊。
此技能在系統的後台有個專門負責對應與回答問題的AI，因此在互動時會做出很有人情味的對答；不知為何，特別喜歡強調怪物身上那些部位很美味，也經常提出如何烹煮怪物掉落部位的建議。
- 合成

- 六王技能

六王技能是特定固有技能的一種，與其說是技能，不如說更像是稱號，也就是所謂的最強稱號，包含「海王」、「龍王」、「狼王」、「鳥王」、「幻王」與「死王」是被稱為「六王」的怪物，各種怪物的頂點。
- 海王

全部軟泥怪的王，統率全體軟泥怪的最強個體。
- 死王

六王技能的一角，被賦予在這個世界上行使最優秀魔術的人，在發動魔術系的技能時，會得到很大的修正。
- 七大罪技能

七大罪技能是特定固有技能的一種。包含「傲慢」、「嫉妒」、「暴食」、「憤怒」、「怠惰」、「色欲」、「強欲」。
- 傲慢

技能效果是可以干涉系統，也可以篡奪系統之力。
- 暴食

技能效果是增加得到的經驗值，以及將吃下的魔石中含有的技能無視適應性全部化為己用。但是技能的持有者必須時時刻刻受飢餓折磨，難以承受的飢餓感不論吃多少都不會滿足，就算持有飢餓抗性技能也抵擋不了。
- 強欲

技能效果是探知持有者真正的願望，以形成新的固有技能。暫時將持有者的欲望化為技能實現，只不過，代價是持有人的感情會漸漸失控；沒有根本上的解決辦法，只要不繼續使用這技能，症狀不會惡化，取得精神抗性系列的技能也可以緩和症狀。
- 嫉妒

技能效果是強制降低對方能力值，只對單體有效。
- 種族固有技能

某些種族才會有的固有技能，如：「下位神眼」是半神人的固有技能。
■
這個記號出現在狀態面板有幾種可能情況：
1. 發動「鑑定」技能看其他人的狀態面板時，如果「鑑定」等級不足，或是被「鑑定妨害」，有些欄位內容則會出現 ■ 記號。
2. 觀看自己的狀態面板，在固有技能欄位出現，代表「獲取了技能卻不能使用，或者技能沒有完全安裝的情況下才顯示的。」（也就是說有些必要數值還未達標，卻已經透過某些方式取得）。
3. 有些技能只能在限定條件下才能發動，如：「英雄讚歌」在無法發動時會顯示為「■■■■」。

隊伍
隊伍成員最多八人。

## 出版書籍

### 輕小說
| 卷數 | SB Creative    | SB Creative            | 青文出版社    | 青文出版社             |
| 卷數 | 初版發售日期   | ISBN                   | 初版發售日期  | ISBN                   |
| ---- | -------------- | ---------------------- | ------------- | ---------------------- |
| 1    | 2018年6月15日  | ISBN 978-479-739-669-0 | 2020年4月16日 | ISBN 978-986-512-320-8 |
| 2    | 2018年10月12日 | ISBN 978-479-739-922-6 | 2022年3月1日  | ISBN 978-626-303-728-1 |
| 3    | 2019年2月15日  | ISBN 978-481-560-108-9 | 2022年12月7日 | ISBN 978-626-322-208-3 |
| 4    | 2021年12月15日 | ISBN 978-481-560-835-4 | 2023年3月9日  | ISBN 978-626-340-171-6 |
| 5    | 2022年3月15日  | ISBN 978-481-561-061-6 | 2023年7月13日 | ISBN 978-626-340-916-3 |
| 6    | 2023年3月14日  | ISBN 978-481-561-999-2 |               |                        |
| 7    | 2024年3月15日  | ISBN 978-481-562-443-9 |               |                        |

### 漫畫
| 卷數 | 史克威爾艾尼克斯 | 史克威爾艾尼克斯   | 東立出版社    | 東立出版社         |
| 卷數 | 初版發售日期     | ISBN               | 初版發售日期  | ISBN               |
| ---- | ---------------- | ------------------ | ------------- | ------------------ |
| 1    | 2019年2月22日    | ISBN 9784757560048 | 2021年4月16日 | ISBN 9789572653555 |
| 2    | 2019年7月12日    | ISBN 9784757561991 | 2022年6月6日  | ISBN 9789572653562 |
| 3    | 2019年12月12日   | ISBN 9784757564268 |               |                    |
| 4    | 2020年8月7日     | ISBN 9784757565944 |               |                    |
| 5    | 2021年2月5日     | ISBN 9784757570726 |               |                    |
| 6    | 2021年9月7日     | ISBN 9784757574540 |               |                    |
| 7    | 2022年3月7日     | ISBN 9784757577893 |               |                    |
| 8    | 2022年10月6日    | ISBN 9784757581777 |               |                    |
| 9    | 2023年4月7日     | ISBN 9784757585027 |               |                    |
| 10   | 2023年10月6日    | ISBN 9784757588233 |               |                    |
| 11   | 2024年6月7日     | ISBN 9784757592254 |               |                    |

### 衍生系列

#### 雖然世界變成怪物橫行 有可以依賴的貓就沒問題
外傳《現代劍聖物語 既然世界變成怪物橫行，那只好隨心所欲生活下去 外傳》於2020年11月開始在「成為小說家吧」網站上連載，並由SB Creative出版書籍版《雖然世界變成怪物橫行 有可以依賴的貓就沒問題》。
輕小說
| 卷數 | SB Creative   | SB Creative        | 青文出版社   | 青文出版社         |
| 卷數 | 初版發售日期  | ISBN               | 初版發售日期 | ISBN               |
| ---- | ------------- | ------------------ | ------------ | ------------------ |
| 1    | 2022年6月14日 | ISBN 9784815615048 | 2024年8月5日 | ISBN 9786263835214 |
| 2    | 2023年2月14日 | ISBN 9784815615055 |              |                    |

漫畫
| 卷數 | 史克威爾艾尼克斯 | 史克威爾艾尼克斯   |
| 卷數 | 初版發售日期     | ISBN               |
| ---- | ---------------- | ------------------ |
| 1    | 2024年6月7日     | ISBN 9784757592261 |

### 註解
1. ↑  在日文版，主角的名字大多以片假名表示，因此青文出版社在小說台版第三卷後修正譯名漢字為正確的「九堂和人」，而不是前兩卷音譯的「工藤和人」。
2. ↑  主角的姓氏由於作者至書籍版第三卷前都未加上漢字，因此中文版在那之前都將其翻為同音的「工藤」，直到書籍版第三卷才正式確立其姓氏的漢字為「九堂」
3. ↑  Slime又譯為「史萊姆」。
4. ↑  龍族偶爾會生出跟父母親不同種族的個體──也就是所謂的特殊個體。
5. ↑  葛木三矢華的形象在小說網路版與其他版本差異很大，其中最大的不同點在於網路版中三矢華在登場時並不認識主角和人以及沒有小黑的存在，此外網路版中三矢華在登場時職業就已經是馴魔師，修瓦茲也是在她的操控下襲擊學校，她甚至在那次事件中一度死去，後來在佩歐妮事件後才復活並被五十嵐會長用能力洗腦才與和人同一陣營。
6. ↑  小雪的名字是在小說書籍版第五卷被主角一行人命名。
7. ↑  羅恩赫茲在德文中的意義是「獅心」。
8. ↑  九条菖蒲跟九堂和人是流有相同血脈的表姊弟。
9. ↑  固有技能「變換」，效果是對單一目標、物體、對象來改變外觀、狀態、技能效果、性能，僅限一次。無法轉換處於發動中的技能。
10. ↑  對殺害自己的對象施予詛咒，死後才會發動。
11. ↑  修瓦茲在小說網路版的設定與其他版本差異很大。小說網路版在冠名的同時也得到六王技能「狼王」，並沒有佔據小黑的身體，復活後一直活著而且對桃桃很感性趣。
12. ↑  Treant又譯為「樹人」。
13. ↑  這個異世界的壽命只剩半年。
14. ↑  九条菖蒲「檢索」得知。
15. ↑  青文版小說書籍版有時候會將「固有スキル」翻成「基礎技能」。
16. ↑  檢索技能AI有點像是「關於我轉生變成史萊姆這檔事」中的「大賢者」。

## 外部連結
- 小說官方網站 （页面存档备份，存于） （日語）
- 小說外傳特設網站 （页面存档备份，存于） （日語）
- 小說網路版網站 - 成為小說家吧 （日語）
- 小說外傳網路版網站 - 成為小說家吧 （日語）
- 漫畫官方網站 （页面存档备份，存于） （日語）
- 漫畫連載網站 （页面存档备份，存于） （日語）